# Garde (Ort)
Garde ist ein Ort und eine Gemeinde im gemischtsprachigen Teil der Autonomen Gemeinschaft Navarra mit 131 Einwohnern (Stand: 2024).

## Lage
Garde liegt etwa 60 Kilometer östlich von Pamplona nahe der Grenze zwischen Frankreich und Spanien in einer Höhe von ca. 735 m.

## Sehenswürdigkeiten

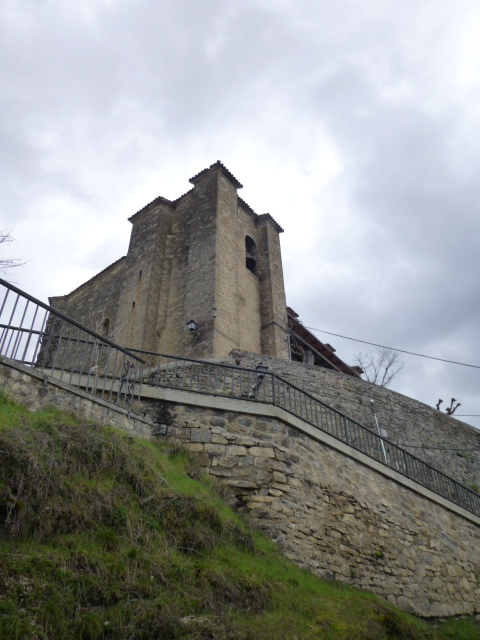
Jakobuskirche
- Marienkapelle

- Jakobuskirche

## Persönlichkeiten
- Pedro Navarro (1460–1528), Graf von Oliveto
- Ignacio Zoco (1939–2015), Fußballspieler
- Jorge Galán Anaut (* 1989), Fußballspieler